# استدلال قهقرایی
در معرفت‌شناسی برهان قهقرایی برهانی است که هر گزاره نیازمند توجیه است. با این وجود، هر توجیه خود نیازمند پشتیبان است. این به این معناست که هر گزاره می‌تواند به تعداد بی‌شمار مورد پرسش قرار گیرد و این سبب پسرفت نامتناهی (تسلسل) می‌شود. این یک مسئله در معرفت‌شناسی و در هر موقعیت کلّی است که یک گزاره باید توجیه شود.
این برهان همچنین با عنوان (diallelus /(diallelon لاتین از کلمه یونانی di'allelon (از طریق یا به وسیله یکدیگر) به عنوان مسئله پسرفت شناختی شناخته می‌شود. این یک عنصر از سه‌گانه مونشهاوزن است.

## ساختار
با فرض اینکه علم از سه گانهٔ توجیه، درستی و باور (باور درست موجّه) پیروی می‌کند:
1. فرض می‌کنیم گزارهٔ p قسمتی از علم است. پس p یک باور درست موجّه است.
2. تنها چیزی که می‌تواند درستی گزارهٔ p را تأیید کند، گزارهٔ دیگری است. بیایید آن راه p1 بنامیم. پس p1 اثبات می‌کند p را.
3. امّا اگر p1 بخواهد اثبات و توجیه قانع‌کننده‌ای برای p باشد، پس خود p1 نیز می‌بایست درست باشد.
4. برای دانستن درستی p1، آن باید یک باور درست موجّه باشد.
5. آن توجیه، گزارهٔ دیگری خواهد بود. آن را p2 می‌نامیم. پس p2 اثبات می‌کند p1 را.
6. امّا اگر p2 بخواهد اثبات و توجیه قانع‌کننده‌ای برای p1 باشد، پس خود p2 نیز می‌بایست درست باشد.
7. امّا برای اینکه p2 جزیی از علم به‌شمار بیاید، باید یک باور درست موجّه باشد.
8. این توجیه می‌بایست یک گزاره باشد. آن را p3 می‌نامیم. پس p3 اثبات می‌کند p2 را.

## پاسخ‌ها
در طول تاریخ جواب‌های متعدّدی برای این مسئله مطرح شده‌ است. جواب‌های برتر این مسئله عبارت‌اند از:
-بعضی گزاره‌ها نیازی به اثبات ندارند. (بنیادگرایی)
-زنجیرهٔ اثبات‌ها به حلقهٔ خود برمی‌گردد. (انسجام‌گرایی)
-این زنجیره هیچ‌گاه پایان نمی‌یابد. (بی‌نهایت‌گرایی)
-باور را نمی‌توان ورای شک دانست. (شک‌گرایی)

### بنیادگرایی
شاید این زنجیره با باوری آغاز شود که موجّه است، امّا با باور دیگری توجیه نمی‌شود. چنین باورهایی را باورهای اساسی می‌نامند. در این راه‌حل که بنیادگرایی نامیده می‌شود، همهٔ باورها با باورهای اساسی توجیه می‌شوند. بنیادگرایی با این ادّعا که برخی از باورها وجود دارد که درخواست توجیه برای آن‌ها نادرست است، به دنبال فرار از استدلال قهقرایی است.
بنیادگرایی این باور است که زنجیرهٔ توجیه با باوری آغاز می‌شود که موجّه است، امّا با باور دیگری توجیه نمی‌شود. بنابراین، یک باور موجّه است اگر و تنها اگر:
1. این یک باور اساسی/بنیادی است، یا
2. با یک باور اساسی توجیه می‌شود
3. با زنجیره‌ای از باورها توجیه می‌شود که در نهایت با یک باور یا باورهای اساسی توجیه می‌شود.

بنیادگرایی را می‌توان با ساختمان مقایسه کرد. باورهای فردی معمولی، طبقات بالای ساختمان را اشغال می‌کند. باورهای اساسی یا بنیادی در زیرزمین، در شالودهٔ ساختمان قرار دارند و همه چیز را بالا نگه می‌دارند. به‌ همین‌ ترتیب، باورهای فردی، مثلاً در مورد اقتصاد یا اخلاق، بر باورهای اساسی‌تر است، مثلاً در مورد ماهیت انسان. و آن‌هایی که بر باورهای اساسی‌تری تکیه دارند، مثلاً در مورد ذهن. در نهایت کل سیستم بر مجموعه‌ای از باورهای اساسی استوار است که با باورهای دیگر توجیه نمی‌شوند.

### انسجام‌گرایی
از طرف دیگر، زنجیرهٔ استدلال ممکن است روی خود حلقه بزند و دایره‌ای را تشکیل دهد. در این صورت، توجیه هر گزاره‌ای، شاید پس از یک سلسله استدلال طولانی، در توجیه خود به کار می‌رود و برهان دایروی است. این نسخه‌ای از انسجام‌گرایی است.
انسجام‌گرایی این باور است که یک ایده اگر و تنها در صورتی توجیه می‌شود که بخشی از یک سیستم منسجم از باورهای متقابل حمایت‌کننده باشد. (یعنی باورهایی که از یکدیگر پشتیبانی می‌کنند.) در واقع انسجام‌گرایی انکار می‌کند که توجیه فقط می‌تواند به شکل یک زنجیره باشد. انسجام‌گرایی زنجیره را با شبکه‌ای جامع جایگزین می‌کند.
رایج‌ترین اعتراض به انسجام‌گرایی ساده‌لوحانه این است که بر این ایده متّکی است که توجیه دایر‌ه‌ای قابل‌قبول است. در این دیدگاه، P در نهایت از P حمایت می‌کند و این سؤال را مصادره به مطلوب می‌کند. انسجام‌گرایان پاسخ می‌دهند که فقط P نیست که از P حمایت می‌کند، بلکه P به همراه کلیت گزاره‌های دیگر در کل نظام اعتقادی است.
انسجام‌گرایی هر باوری را که بخشی از نظام منسجم باورها باشد، می‌پذیرد. در مقابل، P می‌تواند با P1 و P2 منسجم شود بدون اینکه P, P1 یا P2 درست باشد. در عوض، منسجم‌گرایان ممکن است بگویند که بسیار بعید است که کل سیستم هم نادرست و هم سازگار باشد و اگر بخشی از سیستم نادرست بود، تقریباً به‌طور قطع با بخشی دیگر از سیستم ناسازگار خواهد بود.
ایراد سوم این است که برخی از باورها از تجربه ناشی می‌شوند نه از باورهای دیگر. یک مثال این است که یک نفر به اتاقی نگاه می‌کند که کاملاً تاریک است. چراغ‌ها لحظه‌ای روشن می‌شوند و یک تخت سایبان سفید در اتاق می‌بیند. این باور که یک تخت سایبان سفید در این اتاق وجود دارد، کاملاً بر اساس تجربه است و نه بر اساس باور دیگری. قطعاً احتمالات دیگری نیز وجود دارد، مانند اینکه تخت سایبان سفید کاملاً یک توهم است یا اینکه فرد دچار توهم است، امّا این باور کاملاً موجّه است. انسجام‌گرایان ممکن است پاسخ دهند که اعتقادی که از این باور که یک تخت سایبان سفید در این اتاق وجود دارد، پشتیبانی می‌کند، این است که فرد تخت را دیده‌ است، هرچند مختصر. به نظر می‌رسد که این یک معیار فوری است که به باورهای دیگر بستگی ندارد. بنابراین، به نظر می‌رسد ثابت می‌کند که انسجام‌گرایی درست نیست؛ زیرا باورها را می‌توان با مفاهیمی غیر از باورها توجیه کرد. امّا برخی دیگر استدلال کرده‌اند که تجربهٔ دیدن تخت در واقع به باورهای دیگری بستگی دارد، در مورد اینکه تخت، سایبان و غیره در واقع چه شکلی هستند.
ایراد دیگر این است که به نظر می‌رسد قاعده‌ای که «انسجام» را در سیستمی از عقاید می‌طلبد، باوری ناموجّه است.

### بی‌نهایت‌گرایی
بی‌نهایت گرایی استدلال می‌کند که این زنجیره می‌تواند برای همیشه ادامه یابد. منتقدان استدلال می‌کنند که این بدان معناست که هرگز توجیه کافی برای هر بیانیه‌ای در زنجیره وجود ندارد.

### شک‌گرایی
شکّاکان سه پاسخ فوق را رد می‌کنند. آنان استدلال می‌کنند که باورها را نمی‌توان به عنوان چیزی غیرقابل‌ شک توجیه کرد. توجّه داشته باشید که بسیاری از شکّاکان منکر این نیستند که چیزها ممکن است به شکل خاصی ظاهر شوند. با این حال، در دیدگاه شک‌گرا، نمی‌توان از چنین برداشت‌های حسی برای یافتن باورهایی استفاده کرد که قابل تردید نیستند. همچنین شکّاکان انکار نمی‌کنند که مثلاً بسیاری از قوانین طبیعت ظاهر کار کردن را می‌دهد یا انجام برخی کارها ظاهر تولید لذّت/درد می‌دهد یا حتّی عقل و منطق ابزار مفیدی به نظر می‌رسند. از این نظر، شک و تردید ارزشمند است؛ زیرا تحقیقات مستمر را تشویق می‌کند.

## رویکردهای هم‌نهشت

### عقل سلیم
روش عقل سلیم مورد حمایت فیلسوفانی مانند توماس رید و جی.ای.مور به این نکته اشاره می‌کند که هر زمان که ما در مورد چیزی تحقیق می‌کنیم، هر زمان که شروع به فکر کردن در مورد موضوعی می‌کنیم، باید فرضیاتی داشته باشیم. وقتی کسی سعی می‌کند مفروضات خود را با دلایل پشتیبانی کند، باید مفروضات بیشتری بسازد. از آنجایی که این امر اجتناب‌ناپذیر است که برخی از مفروضات را انجام دهیم، چرا آن چیزهایی را که بدیهی است فرض نکنیم: مسائل عقل سلیم که هیچ‌کس هرگز به‌طور جدی در آنها تردید ندارد.
«عقل سلیم» در اینجا به معنای ضرب‌المثل‌های قدیمی مانند «سوپ مرغ برای سرماخوردگی مفید است.» نیست، بلکه به معنای پیشینه‌ای است که تجربیات ما در آن اتّفاق افتاده‌ است. مثال‌ها عبارت‌اند از: «انسان‌ها معمولاً دو چشم، دو گوش، دو دست، دو پا دارند.» یا «دنیا یک زمین و یک آسمان دارد.» یا «گیاهان و حیوانات در اندازه‌ها و رنگ‌های متنوعی هستند.» یا «من» در حال حاضر هوشیار و زنده هستم.» این‌ها همه کاملاً آشکارترین نوع ادّعاهایی هستند که ممکن است کسی بکند. رید و مور گفتند، این‌ها ادّعاهایی هستند که عقل سلیم را تشکیل می‌دهند.
این دیدگاه را می‌توان به‌عنوان نسخه‌ای از بنیادگرایی، با گزاره‌های عقل سلیم که نقش گزاره‌های اساسی را می‌پذیرد یا به‌عنوان نسخه‌ای از انسجام‌گرایی در نظر گرفت. در این مورد، عبارات عقل سلیم اظهاراتی هستند که برای منسجم نگه داشتن حساب بسیار حیاتی هستند که انکار آن‌ها غیرممکن است.
اگر روش عقل سلیم صحیح باشد، فیلسوفان ممکن است اصول عقل سلیم را بدیهی بگیرند. آن‌ها برای قضاوت در مورد درستی یا درست نبودن یک گزاره نیازی به معیار ندارند. آن‌ها همچنین می‌توانند برخی از توجیهات را طبق عقل سلیم بدیهی بدانند. آن‌ها می‌توانند مشکل معیار سکستوس را دور بزنند زیرا هیچ پسرفت یا دایره استدلالی بی‌نهایت وجود ندارد، زیرا اصول عقل سلیم کل زنجیرهٔ استدلال را پایه‌گذاری می‌کند.

### فلسفهٔ انتقادی
گریز دیگر از استدلال قهقرایی، فلسفه انتقادی است که منکر این است که باورها هرگز نباید توجیه شوند. بلکه وظیفه فیلسوفان این است که همهٔ باورها (از جمله باورهای مربوط به معیارهای صدق) را در معرض نقد قرار دهند و به جای توجیه آن‌ها، سعی در بی‌اعتبار کردن آن‌ها داشته باشند. سپس، این فیلسوفان می‌گویند، عقلانی است که به آن دسته از باورهایی عمل کنیم که به بهترین نحو در برابر نقد مقاومت کرده‌اند، خواه معیار خاصی از صدق را داشته باشند یا نه. کارل پوپر این ایده را بسط داد تا اندازه‌گیری کمی را دربرگیرد که آن را واقعی‌نمایی یا حقیقت‌مانند بودن نامید. او نشان داد که حتّی اگر هرگز نتوان یک ادّعای خاص را توجیه کرد، می‌توان صحت دو ادّعای رقیب را با نقد مقایسه کرد تا قضاوت کرد که کدام یک برتر از دیگری است.

### پیامدگرایی
فیلسوف پیامدگرا، ویلیام جیمز، پیشنهاد می‌کند که در نهایت، هرکس بر اساس ترجیحات شخصی خود در سطحی از تفسیر قرار می‌گیرد که متناسب با نیازهای روانی فرد خاص باشد. مردم هر سطحی از توضیح را متناسب با نیازهایشان انتخاب می‌کنند و چیزهایی غیر از منطق و عقل این نیازها را تعیین می‌کنند. جیمز در «احساس عقلانیت» فیلسوف را که بر درجهٔ بالایی از توجیه اصرار می‌ورزد و مردی را که ایده‌آل‌ها را بدون فکر زیاد می‌پذیرد یا رد می‌کند، مقایسه می‌کند:
آرامش منطقی فیلسوف در اصل چیزی جز آرامش یک کشاورز نیست. آن‌ها فقط در مورد نقطه‌ای که هر یک از آن‌ها اجازه نمی‌دهد که ملاحظات بیشتر مطلق بودن داده‌هایی را که فرض می‌کنند برهم بزند، متفاوت هستند.